# جون إي. كينغستون
جون إي. كينغستون (بالإنجليزية: John E. Kingston)‏ هو قاضي وسياسي أمريكي، ولد في 11 ديسمبر 1925، وتوفي في 5 مايو 1996. حزبياً، نشط في الحزب الجمهوري. وقد انتخب عضو جمعية ولاية نيويورك.